# ミッキーのガリバー旅行記
『ミッキーのガリバー旅行記』（原題：Gulliver Mickey）は、1934年制作のアニメーション短編映画。ミッキーマウスの短編映画シリーズの一作品である。

## あらすじ
『ガリバー旅行記』という本を読んでいたミッキー。そこへ孤児の子供たちが船乗りごっこで遊んでいるのを見かけると、驚かせてやろうとカーペットの中に潜り込みまるで波のようになって船を走らせる。しかし帽子を被った子供がナイフを投げたためにその刺された痛さで飛び上がった拍子に船は転覆し、子供たちは泣き出してしまう。そんな子供たちにミッキーは、ステンドグラスやブラインドなどを使いながらお話を聞かせてあげることに。
嵐の夜、海に流されるミッキーはどこかもわからない浜辺へとたどり着く。星空の夜の下、砂浜の上で眠りにつくミッキー。朝が来て目が覚めると小さな小人のような住人たちにロープで縛られていた。この島は小さな小人たちが住む島だったのだ。目を覚ましたミッキーに住人たちはパニックになり、将軍と大砲を構えた軍隊が登場。ミッキーは書状を読もうとする将軍を手のひらに乗せて散々おちょくり、怒った将軍は部下たちにミッキーを攻撃するように命令し砲撃。それからも城から砲撃したり、矢を放つ騎兵隊や砲台を放つ船で攻撃を仕掛けるも、自分たちよりも巨大なミッキーにはあまり通用しておらず、逆に小人たちに興味津々のミッキーは小さな大砲をボーリングのように転がしたり、船には手で波を起こすなどして遊び始める。
そんなやり取りを繰り返しているうちに、ミッキーと同じサイズの巨大な蜘蛛が町に現れる。笑いながら町を破壊していく蜘蛛にミッキーは戦いを挑んでいく。ミッキーを嘲笑いながら8本の手でパンチを繰り出す蜘蛛だが、やがてミッキーが猛反撃を開始し、蜘蛛をぶちのめしていく。
そんなお話を、クッションを殴りつけながら実演しているミッキーに大盛り上がりの子供たち。そこへ帽子を被った子供がいたずらで糸に付いた蜘蛛のおもちゃを垂らすと、話に無我夢中になっていたミッキーは驚いて思わず天井まで飛び上がり、シャンデリアに激突し落下。子供たちが大笑いする中、蜘蛛のおもちゃだと気づいたミッキーは笑顔を見せるのであった。

## 公開データ
| 公開日 上映時間 | 1934年（昭和9年） | 5月19日      | アメリカ合衆国 | 9分 |
| サイズ          | モノクロ          | スタンダード |                |     |

## 声の出演
| キャラクター   | 原語版                 | ポニー・バンダイ版 | BVHE旧版     | BVHE新版     |
| -------------- | ---------------------- | ------------------ | ------------ | ------------ |
| ミッキーマウス | ウォルト・ディズニー   | 後藤真寿美         | 納谷六朗     | 青柳隆志     |
| プルート       | ピント・コルヴィッグ   | 原語音声流用       | 原語音声流用 | 原語音声流用 |
| 孤児           | マーセリット・ガーナー | 原語音声流用       | 原語音声流用 | 原語音声流用 |

## スタッフ
| 製作 | ウォルト・ディズニー、ロイ・O・ディズニー |
| 原作 | ジョナサン・スウィフト                    |
| 音楽 | フランク・チャーチル                      |
| 原画 | アート・バビット                          |
| 監督 | バート・ジレット                          |
| 制作 | ウォルト・ディズニー・プロダクション      |

## 映像ソフト化
- （日本語、英語）『夢と魔法の宝石箱 ミッキーのマジカルワールド』（VHS、バンダイ、1988年10月7日発売）
- （日本語、英語）『Walt Disney Mini Classics ミッキーのマジカルワールド』（VHS、ブエナ・ビスタ・ホーム・エンターテイメント、1991年3月15日発売）
- （日本語、英語）『ミッキーマウス／ブラック&ホワイト 特別保存版』（VHS・DVD、ブエナ・ビスタ・ホーム・エンターテイメント、1997年12月19日）
- （日本語、英語）『ミッキーマウス／B&Wエピソード Vol.1 限定保存版』（DVD、ブエナ・ビスタ・ホーム・エンターテイメント、2002年12月3日〈米国〉、2008年12月17日〈日本〉）